# Мотохиро Јамагучи
Мотохиро Јамагучи (јап. 山口 素弘; Гунма, 29. јануар 1969) бивши је јапански фудбалер.

## Каријера
Током каријере је играо за Јокохама Флугелси, Нагоја Грампус, Албирекс Нигата, Јокохама.

## Репрезентација
За репрезентацију Јапана дебитовао је 1995. године. Наступао је на Светском првенству (1998. године) с јапанском селекцијом. За тај тим је одиграо 58 утакмица и постигао 4 гола.

## Статистика
| Јапан  | Јапан   | Јапан  |
| Година | Наступи | Голови |
| ------ | ------- | ------ |
| 1995.  | 14      | 1      |
| 1996.  | 13      | 2      |
| 1997.  | 22      | 1      |
| 1998.  | 9       | 0      |
| Укупно | 58      | 4      |

## Трофеји

### Клуб
- Лига Куп Јапана (3): 1993, 1998, 1999.